# Histoire de la politique monétaire française
L'histoire de la politique monétaire est l'histoire de la décision et de la mise en œuvre de la politique monétaire de la France.

## Ancien Régime
L’État dispose progressivement d'un monopole sur la monnaie dans le royaume. La livre française est dévaluée de manière successive entre 1602 et 1640, puis entre 1687 et 1715. Elles agissent comme un « stimulant inflationniste ».
L'économie française est déjà en grande partie monétarisée au XVIIIe siècle, dont l'économie agraire. Les excédents de la balance commerciale française durant les premières décennies du siècle sont notamment dues, outre l'accroissement du stock de métaux précieux, à l'augmentation de la masse monétaire dans le royaume de France. Les taux d'intérêt sont faibles durant ce siècle, du fait d'une abondance de capitaux. Jean-Charles Asselain soutient que cette abondance a « sans doute aussi contribué indirectement à retarder l’émergence d’une véritable banque nationale ».

## Première République
Le Consulat marque un « pas décisif » (Jean-Charles Asselain) dans la stabilisation monétaire. Le Consulat remet en ordre la situation monétaire de la France en créant la Banque de France et en instaurant une nouvelle devise, le franc. Si la Banque de France est bien la première banque centrale de la France, son statut est privé, et elle est dirigée par des actionnaires (les deux cent familles). Elle est toutefois pourvue du droit de battre monnaie.

## Premier Empire
L'inflation reprend en 1806. Le gouvernement resserre les contrôles autour de la politique monétaire en renforçant son contrôle sur la Banque de France, en instituant un gouverneur et deux sous-gouverneurs responsables devant le gouvernement. Les prix augmentent sous l'Empire, mais restent modérés.

## Restauration et monarchie de Juillet
La Banque de France cherche à lutter contre le développement de banques régionales que l'exécutif autorise pour compenser l'absence de présence de la banque centrale dans les territoires de province. Ces banques disposant du privilège d'émission sur leur territoire, la Banque de France ne peut s'affirmer comme une authentique banque centrale nationale. Afin de préserver son pouvoir d'émission, elle ouvre des succursales à partir de 1836.
Un taux d'escompte fixe est déterminé en 1817, et restera inchangé jusqu'en 1852, à l'exception de l'année 1848 où il passe à 4 %.
La Restauration et la monarchie de Juillet sont marquées par une compression sévère de la masse monétaire en valeur relative. Si la masse est multipliée par deux, le PIB s'accroît lui de 75 %, causant une chute du rapport de la monnaie au PIB. La vitesse de circulation de la monnaie est donc élevée en 1830 et 1845, estimée 2,5 et 2,78 respectivement.

## Deuxième République
La Banque de France obtient le monopole d'émission en 1848 sur tout le territoire national, alors qu'elle ne le possédait avant qu'en région parisienne. En contrepartie de ce monopole, l’État confirme la possibilité pour lui d'obtenir des avances de la banque centrale.

## Second Empire
Le Second Empire marque, selon Dominique Barjot, « une étape décisive » dans l'histoire de la politique monétaire française. La Banque de France manie son taux d'escompte de manière conjoncturelle. Il varie par conséquent régulièrement, entre 3 % et 10 %.
La politique monétaire n'est pas libre, car la banque est dépendante des objectifs assignés par l’État et surtout par la défense de l'encaisse. Les immixtions du gouvernement dans la politique de la banque sont en effet importantes sous le Second Empire. L'exécutif considère nécessaire de soumettre la banque aux impératifs de politique intérieure, et notamment aux demandes de l'industrie. La banque se met donc à imprimer des coupures plus petites utilisables par le commerce, à ouvrir des succursales départementales, etc.
Le marché financier de Paris devenu dépendant de celui de Londres, la banque centrale est contrainte de fixer son taux d'escompte sur celui de Londres afin de ne pas provoquer de sorties de capitaux.

## Troisième République
L'inflation reste stable aux débuts de la Troisième République. La masse monétaire, en effet, n'augmente que de 30 % entre 1873 et 1895. La Banque de France situe son taux d'escompte entre 2 % et 3 % à partir de 1875. Jean-Charles Asselain relève qu'à cette époque, « les différentiels d’intérêt entre Paris et la province, qui caractérisaient encore la première moitié du XIXe siècle, se sont sensiblement resserrés ».
Toutefois, l'augmentation de la masse monétaire à partir de 1895 (elle double entre cette date et 1913) provoque une hausse de l'inflation. Les prix augmentent à 1,7 % par an, ce qui est élevé par rapport à la situation générale du XIXème siècle, plutôt déflationniste. En 1914, le niveau des prix est proche de celui de 1815. Dès avant 1913, la monnaie scripturale est largement supérieure à la monnaie métallique et aux billets.
En avril 1918, le gouvernement met en place un contrôle des changes pour mieux réguler les sorties de capitaux et les mouvements des devises. Le franc doit toutefois être déprécié dans les années qui suivent. Les porteurs de bons du Trésor français avaient le droit de réclamer le remboursement de leurs bons à échéance courte (moins d'un an de maturité) ; or, l'explosion du nombre de bons pendant la guerre constitue, à la sortie, une véritable menace pour le Trésor. La Banque de France ne pouvait couvrir à cette époque qu'environ 20 % des sommes avancées.
En 1919, l'Angleterre en mars et les États-Unis en juillet déclarent ne plus soutenir le franc sur les marchés de change, ce qui cause une dépréciation du change. Cette première crise des changes provoque une chute de 131 % de la valeur du franc par rapport à la livre, et 189 % par rapport au dollar.
Dès 1922, la reprise du commerce international et de la croissance ont pour effet que les capitaux étrangers qui étaient déposés en France quittent le pays pour retrouver des pays où les perspectives de rémunération sont plus élevées. Cela a pour effet de déstabiliser le cours du franc. Les avances de la Banque de France au Trésor provoquent au même moment une inflation forte.

## Quatrième République
La Banque de France pratique les avances au Trésor, provoquant de l'inflation. Le système bancaire est réglementé, et est contraint de se refinancer auprès de la banque centrale par le biais d'effets à court terme réescomptables.
Dans le but d'aider à relever l'économie française, la Banque de France est engagée dans une politique coopérative avec le Fonds de modernisation et d'équipement, créé en 1948 pour gérer la reconstruction et l'aide du plan Marshall. Ce fonds prête aux entreprises la contre-valeur en francs nécessaire pour que l'entreprise puisse acheter des dollars américains au guichet de la Banque de France. Cela permet de contourner, pour un temps, le dollar gap.

## Cinquième République

### Présidence de Charles de Gaulle
Charles de Gaulle subordonne la politique monétaire à des objets politiques, dont celui du renforcement de l’État.
Le renforcement du marché monétaire dans les années 1960 entraîne une modification dans les méthodes de financement des agents privés et des politiques de la Banque de France. Dès 1964, elle étend sa politique d'open market.
Du fait de l'excédent commercial généré durant les premières années du premier mandat de Charles de Gaulle, les réserves de la Banque de France croissent nettement. Alors qu'elle disposait de 516 tonnes d'or à la fin de l'année 1957, elle possède 2 700 tonnes à la fin de l'année 1963.

### Présidence de Georges Pompidou
Les années 1970 sont marquées par des tentatives de convergence des politiques monétaires afin d'assurer une convertibilité facile entre les monnaies et un taux de change stable. La Banque de France participe alors à un effort de stabilisation de la monnaie. En janvier 1971, la banque centrale laisse chuter le chuter le taux du marché monétaire en dessous du taux d’escompte.
Le président Pompidou doit faire face aux premières déstabilisations du système monétaire international face au choc Nixon. Le président, conscient de ce qu'une union monétaire raffermirait la puissance des pays européens, lance le coup d'envoi du projet d'union monétaire européenne. En 1969, avec cinq partenaires européens, il promet « un plan par étapes [...] en vue de la création d'une union économique et monétaire, à réaliser dans les dix ans ».

### Présidence de Valéry Giscard d'Estaing
Durant les mois qui précèdent l'élection de François Mitterrand, les marchés financiers s'affolent et le franc est vendu en masse, ce qui cause une dépréciation. La Banque de France est obligé d'augmenter ses taux d'intérêt jusqu'à 20 % pour attirer des capitaux et soutenir le franc. Elle doit également intervenir sur les marchés de change afin de racheter des francs, puisant dans ses réserves. Entre février et mai 1981, elle dépense 5 milliards de dollars de ses réserves. Entre le 11 et le 15 mai, 3 milliards sont déboursés. Le franc est dévalué en octobre.

### Présidence de François Mitterrand
Pendant les années 1980, les taux d'intérêt restent élevés afin de lutter contre l'inflation et d'attirer les capitaux nécessaires.
Le tournant de la rigueur affecte non seulement la politique budgétaire, mais aussi la politique monétaire française. La politique économique du tournant fixe un objectif de croissance de la masse monétaire à 9 %, et le gouvernement laisse la Banque de France prendre pour ce faire les mesures qui s'imposent, alors qu'elle tablait sur une croissance de 10 % ; l'objectif est de faire passer l'inflation de 11,6 % (1982) à 8 % en 1983.
Après l'expulsion de la livre sterling du système monétaire européen, la Banque de France est contrainte de augmenter son taux d'intérêt, au début des années 1990, pour attirer des capitaux et ainsi revaloriser sa monnaie. La Banque de France fait ainsi passer ses taux d'environ 10 % à 13 % en 1992. Cela a toutefois un effet récessif.
Le traité de Maastricht, constitutif de l'Union européenne, est adopté en 1992. Il rend possible la création de l'Eurosystème et ainsi d'une politique monétaire unifiée sous l'égide de la Banque centrale européenne.